# Antilhas Neerlandesas nos Jogos Olímpicos de Inverno de 1988
As Antilhas Neerlandesas participaram dos Jogos Olímpicos de Inverno de 1988 em Calgary, no Canadá. Foi a primeira participação do país em Jogos Olímpicos de Inverno.

## Desempenho

### Bobsleigh
| Atleta                               | Evento            | Descida 1 | Descida 2 | Descida 3 | Descida 4 | Total   | Total |
| Atleta                               | Evento            | Descida 1 | Descida 2 | Descida 3 | Descida 4 | Tempo   | Pos.  |
| ------------------------------------ | ----------------- | --------- | --------- | --------- | --------- | ------- | ----- |
| Bart Carpentier Alting Bart Drechsel | Duplas masculinas | 59.60     | 1:00.78   | 1:01.95   | 1:01.40   | 4:03.73 | 29º   |

### Luge
| Atleta                 | Evento               | Descida 1 | Descida 2 | Descida 3 | Descida 4 | Total    | Total |
| Atleta                 | Evento               | Descida 1 | Descida 2 | Descida 3 | Descida 4 | Tempo    | Pos.  |
| ---------------------- | -------------------- | --------- | --------- | --------- | --------- | -------- | ----- |
| Bart Carpentier Alting | Individual masculino | 50.802    | 53.468    | 53.501    | 52.142    | 3:29.913 | 36º   |